# Ivan Passer

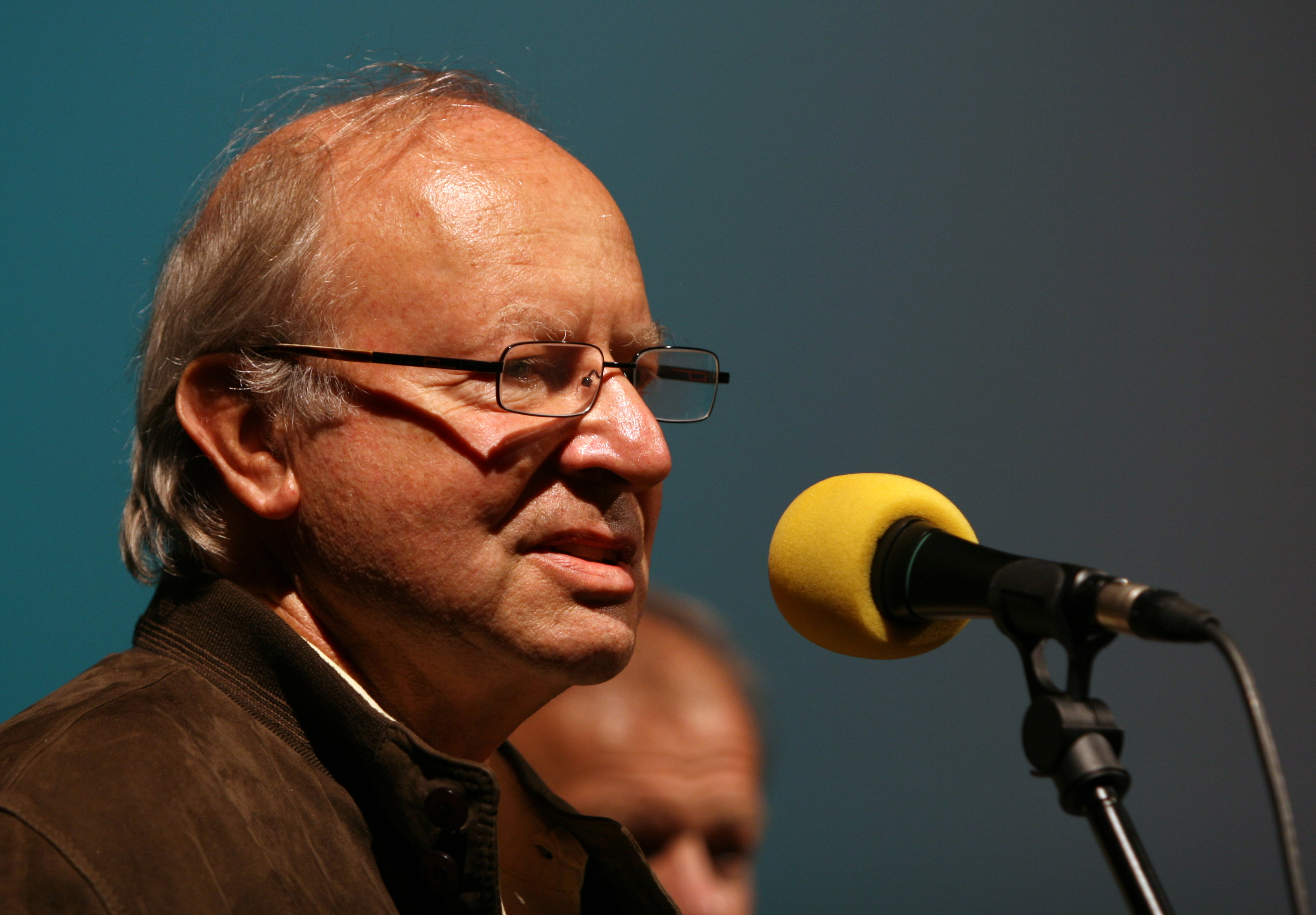
Ivan Passer (2008)

Ivan M. Passer (* 10. Juli 1933 in Prag, Tschechoslowakei; † 9. Januar 2020 in Reno, Nevada) war ein tschechischer Regisseur und Drehbuchautor.

## Leben
Ivan M. Passer wurde 1933 als Sohn jüdisch-katholischer Eltern in Prag geboren. Seine Eltern wurden von den Nazis in ein Arbeitslager nach Klettendorf geschickt; 1947 ließen sie sich scheiden. Während seine Mutter in der Slowakei wieder heiratete, blieb er mit seiner Schwester Eva bei seinem Vater und Großvater. Wegen seiner bäuerlichen Herkunft und Religion war er in seiner Jugend Repressalien ausgesetzt. Er hatte mehrere Jobs, etwa in einer Fabrik, als Maurer und auf der Baustelle, bevor er zum Studium an der Prager Film- und Fernsehfakultät der Akademie der Musischen Künste zugelassen wurde.
Dort studierte er von 1955 bis 1958. Relativ schnell fand er bei dem Regisseur Miloš Forman als Regieassistent eine Stelle und drehte mit ihm gemeinsam mehrere Filme, die später zur Tschechischen Neuen Welle zählten. Nach der Niederschlagung des Prager Frühlings emigrierte Passer 1969 in die USA. Bis 1979 blieb er in New York City, wo er Filme wie Law and Disorder und Silver Bears drehte. 1975 inszenierte er mit internationaler Besetzung (Omar Sharif, Karen Black, Bernhard Wicki) den überwiegend deutsch produzierten Filmflop Frankensteins Spukschloß. Anschließend zog er nach Los Angeles und drehte hier 1981 Cutter’s Way – Keine Gnade mit Jeff Bridges und John Heard. Kommerziell war Cutter’s Way zwar ein Misserfolg, über die Jahre brachte er es aber zu einem Kultfilm mit hohem Ansehen bei Kritikern.
Seinen größten Erfolg hatte er im Jahr 1992 mit der Filmbiographie Stalin, welcher nicht nur als erster Spielfilm überhaupt an den Originalschauplätzen gedreht werden durfte, sondern auch noch dem Hauptdarsteller Robert Duvall seinen vierten Golden Globe als bester Hauptdarsteller bescherte.
Passer starb im Januar 2020 im Alter von 86 Jahren in Nevada an einer Lungenerkrankung. Er hinterließ seine Ehefrau Anne und einen Sohn.

## Filmografie (Auswahl)
Nur Drehbuch
- 1963: Wenn’s keine Musikanten gäbe (Kdyby ty muziky nebyly)
- 1963: Wettbewerb (Konkurs)
- 1965: Die Liebe einer Blondine (Lásky jedné plavovlásky)
- 1967: Der Feuerwehrball (Hoří, má panenko)

Als Regisseur
- 1965: Intime Beleuchtung (Intimní osvětlení)
- 1971: Pforte zur Hölle (Born to win)
- 1975: Frankensteins Spukschloß (Ace Up My Sleeve)
- 1978: Silber, Banken und Ganoven (Silver Bears)
- 1981: Cutter’s Way – Keine Gnade (Cutter’s Way)
- 1985: Der Professor oder Wie ich meine Frau wiedererweckte (Creator)
- 1988: Schwarzer Sommer (Haunted Summer)
- 1991: Twilight Mystery (Fourth Story)
- 1992: Stalin
- 1994: Blut an ihren Händen (While Justice Sleeps)
- 1995: David Balfour: Zwischen Freiheit und Tod (Kidnapped)
- 1999: Der Wunschbaum (The Wishing Tree)
- 2000: Picknick (Picnic)
- 2005: Nomad – The Warrior (Nomad)

## Auszeichnungen (Auswahl)
Daytime Emmy Award
- 2001: Nominierung in der Kategorie Outstanding Directing in a Children’s Special für Der Wunschbaum

CableACE Award
- 1994: Nominierung in der Kategorie Beste Regie eines Film oder einer Miniserie für Stalin